# SERP2
SERP2 (англ. Stress associated endoplasmic reticulum protein family member 2) – білок, який кодується однойменним геном, розташованим у людей на 13-й хромосомі. Довжина поліпептидного ланцюга білка становить 65 амінокислот, а молекулярна маса — 7 431.
| 10         |  | 20         |  | 30         |  | 40         |  | 50         |
| ---------- |  | ---------- |  | ---------- |  | ---------- |  | ---------- |
| MVAKQRIRMA |  | NEKHSKNITQ |  | RGNVAKTLRP |  | QEEKYPVGPW |  | LLALFVFVVC |
| GSAIFQIIQS |  | IRMGM      |  |            |  |            |  |            |

A: Аланін

C: Цистеїн

E: Глутамінова кислота

F: Фенілаланін

G: Гліцин

H: Гістидин

I: Ізолейцин

K: Лізин

L: Лейцин

M: Метіонін

N: Аспарагін

P: Пролін

Q: Глутамін

R: Аргінін

S: Серин

T: Треонін

V: Валін

W: Триптофан

Задіяний у таких біологічних процесах, як транспорт, транспорт білків, транслокація. 
Локалізований у мембрані, ендоплазматичному ретикулумі.